# クラン＝モンタナ
クラン・モンタナ（フランス語: Crans-Montana）とは、スイスヴァレー州シエールの北に位置する山岳リゾートで、ローヌ谷を見下ろす高台にある。西のクラン地区と東のモンタナ地区に分かれており、スイスのフランス語圏に属している。

## 概要

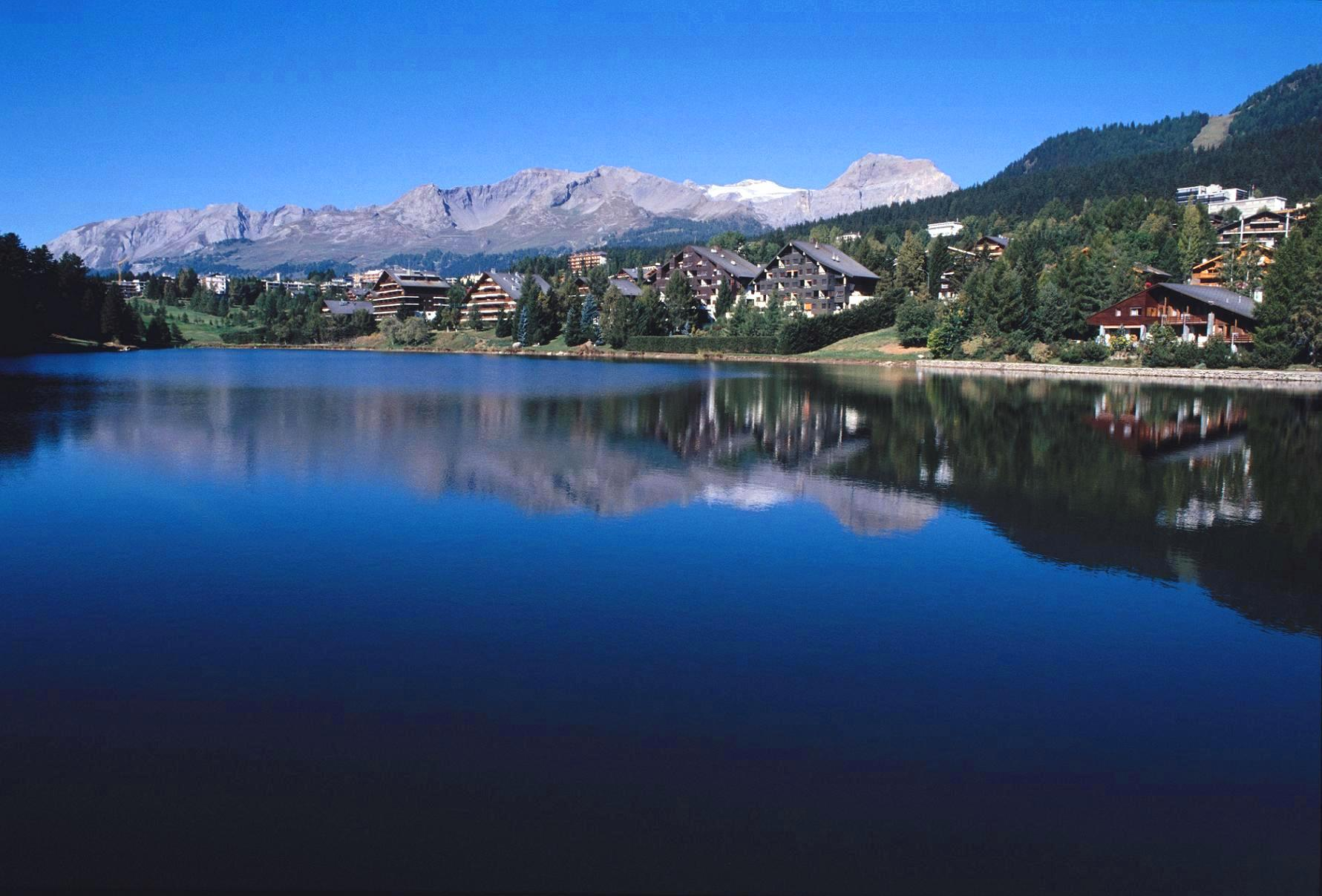
クラン・モンタナと湖

標高2927ｍの展望台、プレイン・モルトからは、マッターホルンをはじめとするペンニネアルプス山脈からモンブランまで眺めることができる。ロジャー・ムーアやソフィア・ローレンなど、各国の著名人の別荘もあり、高級ブティックが並ぶメインストリートには優美な雰囲気が漂う。
クラン・モンタナはスイス有数のスキーリゾートとして知られ、標高約1500ｍから3000ｍの間に総延長140kmのコースが整備されている。1987年にはアルペンスキー世界選手権が開催された。
スキーに加えてゴルフも盛んな場所で、18ホールと9ホールのゴルフ場がある。世界のトップゴルファーが集まる「オメガ・ヨーロピアン・マスターズ」は、1939年からクラン・モンタナで開催されている。